# Xylopia amazonica
Xylopia amazonica är en kirimojaväxtart som beskrevs av Robert Elias Fries. Xylopia amazonica ingår i släktet Xylopia och familjen kirimojaväxter. Inga underarter finns listade i Catalogue of Life.